# Strachujov
Strachujov är en ort i Tjeckien.   Den ligger i regionen Vysočina, i den centrala delen av landet, 140 km öster om huvudstaden Prag. Strachujov ligger 493 meter över havet och antalet invånare är 152.
Terrängen runt Strachujov är varierad. Strachujov ligger nere i en dal. Runt Strachujov är det ganska tätbefolkat, med 111 invånare per kvadratkilometer. Närmaste större samhälle är Nové Město na Moravě, 12,4 km sydväst om Strachujov. Omgivningarna runt Strachujov är en mosaik av jordbruksmark och naturlig växtlighet.